# Yves-Saint-Laurent-Museum (Marrakesch)

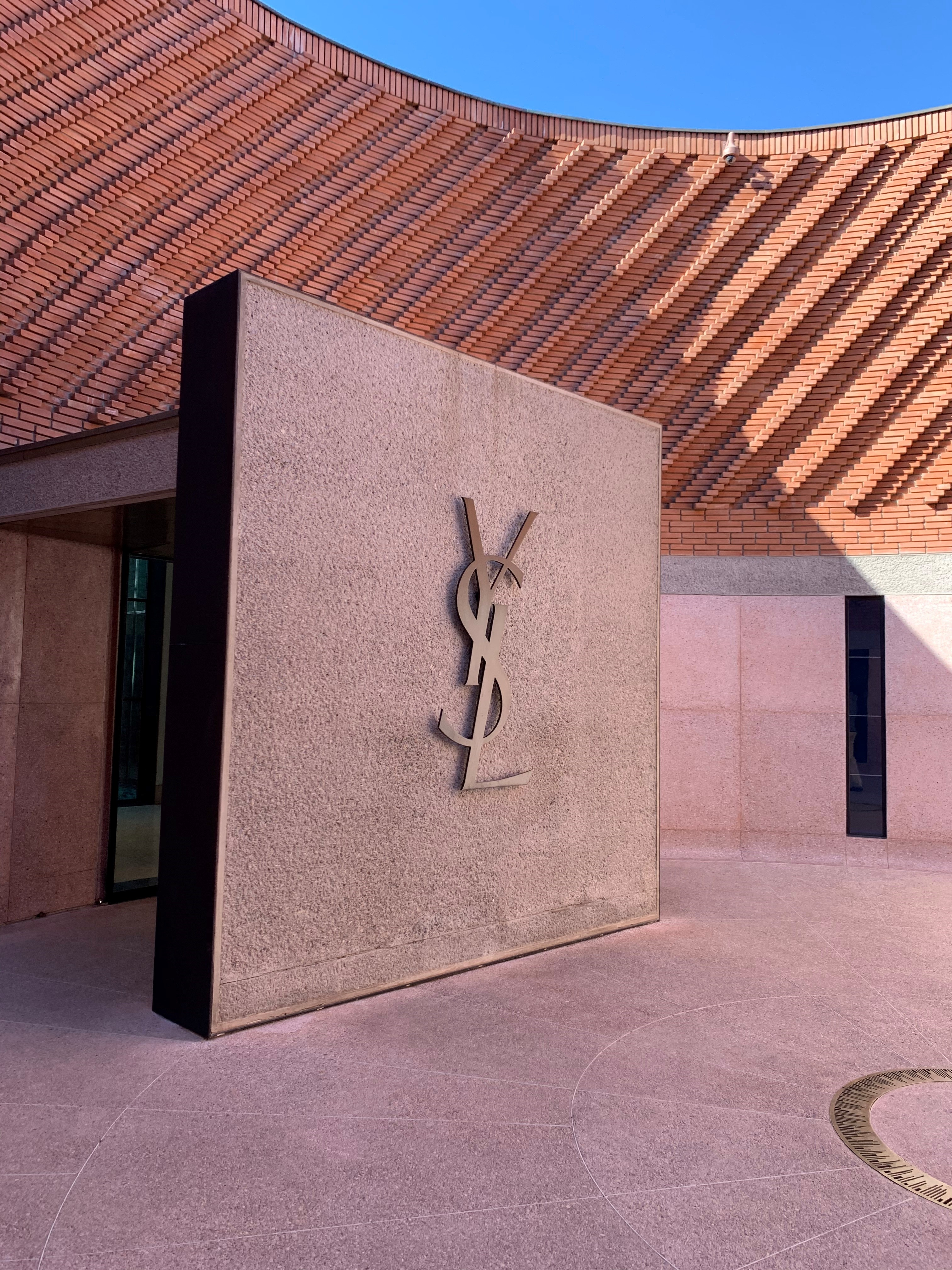
Eingangsbereich

Das Yves-Saint-Laurent-Museum (arabisch: متحف إيف سان لوران بمراكش, französisch: Musée Yves Saint Laurent Marrakech, stilisiert: mYSLm) ist ein dem französischen Modedesigner Yves Saint Laurent gewidmetes Museum in Marrakesch, Marokko. Der Museumskomplex enthält zusätzlich eine Bibliothek sowie ein Auditorium und soll auch als Kulturzentrum dienen.
Das Museum geht auf eine Initiative von Saint Laurents langjährigem Lebenspartner Pierre Bergé zurück, der 2017 – einen Monat vor Eröffnung des Museums – verstarb.

## Lage
Das Museum befindet sich in der Neustadt Marrakeschs nordöstlich von der historischen Altstadt. Es liegt an der „Rue Yves Saint Laurent“ und grenzt direkt an den historischen Garten Jardin Majorelle, dem Atelier und Wohnsitz des Künstlers Jacques Majorelle (1886–1962), den Saint Laurent und Bergé 1980 erwarben.

## Geschichte
Entworfen wurde das Museumsgebäude vom Büro Studio Ko der Architekten Olivier Marty und Karl Fournier. Nach rund vierjähriger Bauzeit wurde das Museum offiziell am 14. Oktober 2017 eröffnet. Der Bau kostete etwa 15 Millionen Euro.
Etwa zeitgleich wurde in Paris ebenfalls ein Museum zu Werk und Leben von Saint Laurent eröffnet. Das Museum in Paris zeigt eine Retrospektive seiner Kreationen; die Ausstellung in Marrakesch widmet sich hingegen einer Auswahl wesentlicher Modedesigns von Yves Saint Laurent, welche sein Werk inspirierten sowie der Kunst der Berber Marokkos.

## Gebäude
In Anlehnung an Yves Saint Laurents Werk als Modedesigner spielt die äußere Gestaltung des Gebäudes mit Kanten und Kurven. Neben der Formsprache von Saint Laurent orientiert sich die Architektur auch an der marokkanischen Architektur und insbesondere der Baukunst der Berber Südmarokkos. Die Fassade des dreigeschossigen Bauwerks gliedert sich in einen unteren Teil aus rosafarbenem Granit und einen oberen Teil aus Ziegelsteinen. Die rotbräunlichen marokkanischen Terrakottaziegel sind in sechs verschiedenen Mustern in die Fassade eingearbeitet. Wie viele marokkanische traditionelle Gebäude besitzt das Museumsgebäude zur Straße hin keine Fenster.
Besucher gelangen durch einen runden Innenhof zum Haupteingang des Museums. Der Eingang verbirgt sich hinter einer Granitmauer mit dem berühmten Logo Yves Saint Laurents. Das gesamte Gebäude hat eine Grundfläche von 4000 m².

## Ausstellungsräume
In dem tiefschwarzen, 400 m² großen Hauptausstellungsraum werden erleuchtet von kleinen Scheinwerfern 50 Kleider von Yves Saint Laurent präsentiert. Auf Videobildschirmen werden, begleitet von Musik und Erzählerstimmen, zusätzlich Zeichnungen, Fotografien und Dokumentarfilme präsentiert. Aus konservatorischen Gründen werden die präsentierten Kleider regelmäßig ausgetauscht. Die Ausstellung bezieht sich auf Themen wie Männlichkeit, Weiblichkeit, Marokko, Gärten und Kunst, welche für Saint Laurent eine wichtige Rolle spielten. Zu den Ausstellungsstücken zählen Le Smoking und das Mondrian-Kleid, welches als meistkopiertes Kleid der Geschichte gilt.
Neben den Ausstellungsflächen umfasst das Museum ein Auditorium mit 150 Sitzplätzen, eine Bibliothek, eine Boutique und ein Café. Die Bibliothek enthält größtenteils seltene Werke zur Kultur der Berber in Marokko. Die Gestaltung des Cafés wurde an die des Studios von Yves Saint Laurent angelehnt. Neben der Hauptausstellungsfläche enthält das Museumsgebäude jeweils eine Galerie für Wechselausstellungen und Fotografien. Die Fotogalerie zeigt jedes Jahr Werke eines anderen Künstlers, welcher mit Saint Laurent zusammengearbeitet hat.

## Auszeichnungen
- ArchDaily Building of the Year Award 2020 im Bereich kulturelle Architektur[9]